# 12 Andromedae
12 Andromedae (12 And), som är stjärnans Flamsteedbeteckning, är en ensam stjärna belägen i den västra delen av stjärnbilden Andromeda. Den har en skenbar magnitud på ca 5,87 och ligger på gränsen för att vara synlig för blotta ögat där ljusföroreningar ej förekommer. Baserat på parallaxmätning inom Hipparcosuppdraget på ca 23,8 mas, beräknas den befinna sig på ett avstånd på ca 137 ljusår (ca 42 parsek) från solen. Stjärnan rör sig närmare solen med en heliocentrisk radiell hastighet av –10,5 km/s.

## Egenskaper
12 Andromedae är en vit till gul stjärna i huvudserien av spektralklass F5 V. Den har en massa som är ca 25 procent större än solens massa, en radie som är ca 2,2 gånger större än solens och utsänder ca 7,4 gånger mera energi än solen från dess fotosfär vid en effektiv temperatur på ca 6 500 K.